# Wilhelm Wust
Wilhelm Wust (* Frankfurt am Main; † nach 1888 in Paris?) war ein deutscher Porträt-, Genre- und Landschaftsmaler, Miniaturist und Zeichner.

## Leben
Über das Leben und die künstlerische Ausbildung des Frankfurter Malers Wilhelm Wust ist nur wenig bekannt.
Vermutlich vor 1867 ging Wust zum ersten Mal nach Paris. Dort wurde er Schüler in den Ateliers von Léon Bonnat und Ernest Hébert. Zwischen 1869 und 1888 nahm er auch am Pariser Salon mit eigenen Werken teil. Etwa um 1870 siedelte er dann nach Rouen über, wo er bis etwa 1876 blieb. Vor 1875 nahm Wust auch die französische Staatsbürgerschaft an. Von 1876 bis etwa 1888 war er dann erneut in Paris ansässig. Nachweisen lässt sich dort um 1876/77 zudem ein Studium an der Académie Julian.

## Werke (Auswahl)
- Portrait de M. W., Verbleib unbekannt (Salon 1869, Nr. 2433)
- Portrait de Mme W…, Verbleib unbekannt (Salon 1870, Nr. 2965)
- Marine, Verbleib unbekannt (Salon 1875, Nr. Ref-252)
- Plage, Verbleib unbekannt (ebd., Nr. 253)
- Portrait de Mme W. W., Miniatur, Verbleib unbekannt (Salon 1876, Nr. 3024)
- Portrait de Mlle ***, Miniatur, Verbleib unbekannt (Salon 1877, Nr. 3546)
- Coin d’atelier, Verbleib unbekannt (Salon 1881, Nr. 3547)
- Portrait de Mlle Holmès, Miniatur, Verbleib unbekannt (Salon 1883, Nr. 3258)
- Portrait de Mlle A. Wust, Miniatur, Verbleib unbekannt (Salon 1888, Nr. 3699)